# Farmacia Molteni
La Farmacia Molteni è un esercizio storico di Firenze, situato nell'edificio detto palazzo dell'Arte dei Mercatanti, in via dei Calzaiuoli 7r.

## Storia e descrizione
La farmacia è l'ultima erede dell'antica "spezieria del Diamante", così detta per la sua insegna, che diede il nome anche al "Canto al Diamante" all'angolo con via Porta Rossa. Esisteva almeno dalla fine del XIII secolo, e pare che fosse stata frequentata anche da Dante Alighieri in quanto iscritto dell'Arte dei Medici e Speziali. 
Dal 1892 assunse il nome attuale, e in quegli anni divenne famosa per le fiale sterili per uso ipodermico create dal farmacista Alfredo Alitti e per lo Steridrolo Molteni fu ufficialmente adottato dall'esercito italiano durante la campagna d'Africa per sterilizzare l'acqua da bere. 
Le strutture portanti sono ancora quelle trecentesche, inglobate nell'antico palazzo dell'Arte dei Mercatanti, mentre arredi e decori interni di gusto tardo neoclassico risalgono alla seconda metà dell'Ottocento e si dicono disegnati da Giovanni Dupré.